# Gaspar Fernández
Gaspar Fernández (Guatemala, c. 1563/1571 - Puebla, 18 de septiembre de 1629) fue un compositor y organista, según el musicólogo Omar Morales Abril, novohispano, de la región que actualmente corresponde a Guatemala, activo como maestro de capilla en las catedrales de Guatemala y Puebla.

## Vida
Tradicionalmente se ha aceptado que el Gaspar Fernández al servicio de las catedrales de Guatemala y Puebla era el cantor Gaspar Fernández documentado en Évora (Portugal) en la década de 1590. Sin embargo, la documentación recientemente encontrada evidencia, en opinión de Morales Abril, que el Gaspar Fernández "de Évora", al que habitualmente se le atribuye la producción musical en el Nuevo Mundo, no corresponde con el Gaspar Fernández documentado en las catedrales de Guatemala y de Puebla. El principal argumento utilizado para situar al Gaspar Fernández "de Évora" en Guatemala fue una atribución errónea en el contrato de organista para la catedral de Guatemala el 16 de julio de 1599. El documento en cuestión indica que dicho organista contratado en julio de 1599 fue Fray Gaspar Martínez (abreviado como Mynez) y no Gaspar Fernández, tal y como se lee en el libro de actas capitulares 2, f. 16v, 16 de julio de 1599 (puede ser consultado en). Además, la documentación existente en la catedral de Guatemala sitúa a Gaspar Fernández al servicio de la catedral al menos desde 1596, mientras que el cantor Gaspar Fernández "de Évora" se encontraba al servicio de la catedral de Évora (Portugal) en 1599, atestiguado por una ayuda de costa concedida el 13 de septiembre de 1599. A la luz de esta información es inequívoco que ambos son personas diferentes y que el cantor Gaspar Fernández "de Évora" no es la persona que desempeñó el oficio de maestro de capilla en Guatemala y Puebla. 
Gaspar Fernández, además de ser maestro de capilla, organista y compositor, era copista. En esta faceta, Gaspar Fernández compiló algunos de los libros de polifonía que han llegado hasta nuestros días, reflejando así el uso de la música polifónica en la liturgia católica de la catedral, concretamente varios libros de coro manuscritos, copiados en 1602 que se conservan en la catedral de Guatemala. En 1603 el maestro de capilla, Pedro Bermúdez, dejó la catedral de Santiago de Guatemala para aceptar la invitación del cabildo eclesiástico de Puebla de los Ángeles de desempeñarse como su maestro de capilla. Gaspar Fernández se convirtió en sucesor de Bermúdez en Guatemala, pasando a desempeñar el oficio de maestro de capilla en dicha catedral. Sin embargo, al morir Bermúdez en 1605, el cabildo poblano logró interesar a Fernández, quien dejó Guatemala y nuevamente asumió la sucesión de aquel. Aquí permaneció por el resto de su vida, falleciendo en 1629. Lo sucedió en el puesto de maestro de capilla el malagueño Juan Gutiérrez de Padilla.

## Obra
Durante la compilación de los libros de canto de órgano en Guatemala, Fernández compuso un Magníficat del quinto tono que hacía falta para completar los de los otros siete tonos o modos eclesiásticos. Además, proveyó los ocho Benedicamus Domino que faltaban, uno para cada uno de los tonos. También compuso unos fabordones sin texto, y un himno de vísperas para la fiesta de los Ángeles Guardianes. Durante su etapa en Puebla, la música autógrafa de Fernández difiere radicalmente de la que aparece en Guatemala, ya que se conservan mayoritariamente composiciones de villancicos para maitines, en idiomas vernáculos.
En el Archivo Musical de la Catedral de Oaxaca se encontró un manuscrito llamado hoy día Cancionero Musical de Gaspar Fernández con más de 300 cánticos religiosos populares, compuestos entre los años 1609 y 1616, en su mayoría en español y minoritariamente en Náhuatl y portugués (solamente 12). También indica Fernández composiciones en biscayno, en negro o en indio, según en lo que estén escritos los textos. Muchos están designados como negro, negrito, guineo o negrilla, y son muestra de la importancia que tuvo la cultura africana en América a principios del siglo XVII. Los villancicos que hacen mención a personajes populares de la época cantarían en representaciones dentro del templo o en pastorelas del tipo popular a las que está ligado el desarrollo del villancico como forma polifónica en la Historia de la Música.
Misas
- Misa a 3 a San José, 3V, 1612

- Misa sobre el canto llano de Tu ex Petrus a 5, 5V, 1612

Antífonas
- Lumen ad revelationem, 5V, 1613

Coloquios
- Quién pasa y cuydes la gala, 7V, 1611

- Qué buscan tan sin consuelo, 8V, 1612

- Buen viaje, 8V, 1613

- Qué buscáis, 8V, 1613

- Mi diuino amante, 8V, 1615

- Venid al repartimiento, 5V, 1615

- Jugando están dios y amor, 8V, 1616

Chanzonetas
- Gran capitán por renombre, 5V, 1612 (ed. R. Stevenson, LACM)

- Oy descubre la grandesa, 4V, 1612 (ed. R. Stevenson, LACM)

- Si nos emprestara oy Dios, 4V. 1612 (R. Stevenson, LACM)

Ensaladas
- Este niño se lleva la flor, 4V, 1613 (ed. M. Querol)

- Llegan los quatro al portal, 4V, 1613

- Nací tamborilero y sustentar me quiero, 4V, 1613

- Sea para bien el hijo divino esposo, 4V, 613

- Quando bajó Dios al suelo, 6V, 1615

Himnos
- Pangue lingua gloriosi, 4V, 1610

- Vexilla regis prodeunt, 4V, 1610

- Magnificat quinti toni, 4V, GU:Gc

Invitatorios
- 2 Christus natus est nobis, 4V, 1612

Motetes
- Benedicamus Domino, 5V, 1612

- Benedicamus Domino (otro a 5), 5V, 1612

- Elegit eum Dominus, 5V, 612 (ed. R. Stevenson, LACM)

- Regina coeli laetare, 4V, 1616

- Benedicamus Domino de 1 tono, 4V, GU: Gc

- Benedicamus Domino de II tono, 4V, GU: Gc

- Benedicamus Domino de III tono, 4V, GU: Gc

- Benedicamus Domino de IV tono, 4V, GU: Gc

- Benedicamus Domino de V tono, 4V, GU: Gc

- Benedicamus Domino de VI tono, 4V, GU: Gc

- Benedicamus Domino de VII tono, 4V, GU: Gc

- Benedicamus Domino de VIII tono, 4V, GU: Gc

- Custodes hominus, 4V, GU: Gc

Responsiones
- Doy boses al pecador, 5V, 1609

- No llores mi niño, no, 4V, 1609

- Punto en boca, 7V, 1610

- Que piden glorias tales, 5V, 1610

- Saltaran los cabritilios, 5V, 1610

- A la vela van, 5V, 1611

- Canta canta paraninfo canta, 5V, 1611

- Una de dos o ninguna o sola bos, 4V, 1611

- Y los bolueréis, 4V, 1611

- Fuego fuego fuego, 5V, 1612

- Me ofrece dios de gracia, 5V, 1612

- Afuera afuera afuera, 6V, 1613

- Cara de rosa, 5V, 1613

- Labrador a toda ley, 5V, 1614

- Llegó a Belén un pastor, 5V, 1614

- No son todos ruiseñores, 5V, 1614 (ed. M. Querol)

- Que saltando boredaban con perlas, 4V, 1614

- A baylar en el coro mosuelas, 6V, 1615

- Con un bel donayre, 6V, 1615

- De sus viñas viene la pastorcilla, 5V, 1615

- Quita el rebozo galán, 6V, 1615

- Ay dios y q bien q güele, 4V,1616

- De pámpanos verdes y espigas rojas, 5V, 1616

- Ea señores señores, 4V, 1616

- La tierra es cielo, 3V, 1616

- Sígueme zagalejo. Fuga y responsión, 5V, 1616

Romances
- Con amorosos suspiros, 3V, 1612

- Más que nunca llueva el cielo, 3V, 1612

- En un portalejo pobre, 3V, 1616

Salmos
- Domine ad adiuvandum me, 4V, 1610

- Dixit Dominus, 4V, 1613

Villancicos
- A belem me llego tío, 5V, 1609

- A dó vas Carillo di, 5V, 1609

- Ángel bello, 3V, 609

- Dan dan dan toquen los ojos a fuego, 6V, 1609

- El diuino halcón a la garza ingrata, 4V, 1609

- Mi niño dulce y sagrado, 4V, 1609 (ed. A. Tello)

- Toquen as sonajas, sonen , 5V, 1609

- Venimo con glan contento, guineo, 8V, 1609

- Yelo sé mi fiel testigo, 3V, 1609

- A de abajo, 8V, 1610

- A fe zagala que uso que uenís, 4V, 1610

- A gracias a Dios q ay pan, 4V, 1610

- A mi señor disfraçado, 3V, 1610

- A no teneros mi Dios, 4V, 1610

- Andes do queda el ganado, guineo, 6V, 1610

- As diuinas per cintras q h infante chora, portugués, 5V, 1610

- De solo mirar que el pan, 4V, 1610

- Dime Gil que es lo que bes, 5V, 1610

- El galán enamorado, 3V, 1610

- Fidalgos do rey don Joao, 5V, 1610

- Fransiquiya donde vamos, guineo, 4V, 1610

- Juancho niño naces, biscayno, 4V, 1610

- Juancho de motrico si sancto le tienes, biscayno, 4V, 1610

- La cabaña dexa Bras, 4V, 1610

- Magos que a palacio vais, 4V, 1610

- Marauillas dizen de bos, 4V, 1610

- Negriño tiray uso la q hu de los reyes, 5V, 1610

- No ayamos dulce alegría, 3V, 1610

- Nuevo sol q en nuevo cielo, 6V, 1610

- O labios dezidme bos, 4V, 1610

- O quien hiziese cosquillas al niño, 5V, 1610

- Oydnos pues, 7V, 1610

- Quien asi os vistió bien aya, 4V, 1610

- Quien quiere pan, 6V, 1610

- Quieres pastorcillo ver la esencia mia, 4V, 1610

- Quiso dios dar sin compás, 6V, 1610

- Salte de los cielos al puerto de penas, 3V, 1610

- Ser sielo uiuo, 3V, 1610

- Si el primero ere del segundo me enamore, 4V, 1610

- Sobre bro canto llano, 5V, 1610

- Subid subid diuino farol, 5V, 1610

- Tañe Gil tu tamborino, 6V, 1610 (ed. A. Tello)

- Toquen toquen los rabeles, 3V, 1610

- Vaya la princesa vaya, 4V, 1610

- Viua el zagal bello, 6V, 1610

- Viua Ygnacio viua, 5V, 1610

- Ynés quien ha puesto en bos, 8V, 1610

- Zagal de qes tu alegría, 4V, 1610

- A bailar zagales, 4V, 1611

- A fe niño Dios, 4V, 1611

- A la Birgen que le dan acogida, 4V, 1611

- A no teneros mi Dios, 4V, 1611

- Allegad allegad que en precio está, 5V, 1611

- Ana pues abéis ya dado la mano al rey de la bida, 4V, 1611

- Andrana María parido lo as, 4V, 1611

- Claro está que si repara Dios, 4V, 1611

- Dame albricia mano Antón, negrito, 1611

- Del misterio de la fe, 5V, 1611

- Dios del cielo bajas, biscayno, 3V, 1611

- Dios es ymán para bos, 4V, 1611

- Donde bas zagala hermosa,  5V, 1611

- Duerme niño descansa, 4V, 1611

- El chiquito que nació, 6V, 1611

- En Dios liberal y franco, 4V, 1611

- Gustad Juan de q os turbáis, 4V, 1611

- Hijos os tal cual el os quiso, 6V, 1611

- Hombre pues comeis la renta, 4V, 1611

- Naciendo en pajas, 5V, 1611

- Nao dexéis correr do pao, portugués, 5V, 1611

- O minino que Deus es, portugués, 4V, 1611

- O que efectos bellos, 6V, 1611

- Oy pasqual ay tal comida, 3V, 1611

- Oy saca a vistas amor, 4V, 1611

- Por bien del hombre caydo, 4V, 1611

- Por ser fiador Dios de Adán, 4V, 1611

- Pues el mismo Dios procura, 4V, 1611

- Pues la pascual se ha llegado, 1611

- Que viuo contento digo por bos, 5V, 1611

- Quien sube quien sube, 4V, 1611

- Si quieres tenerte niño, 4V, 1611

- Siempre mi niño que os miro, 4V, 1611

- Sobrauaua xpo a sentarnos a bra mesa a cenar, 3V, 1611

- Tios mío mo goraçón, mestizo, 4V, 1611

- Tleycantimo choquiliya, 5V, 1611 (ed. R. Stevenson, LACM)

- Turu lo neglo que pan lo quere, negro, 5V, 1611

- Virgen muy bien es q cuadre, 4V, 1611

- Ximoyolali siñola, indio, 5V, 1611

- Zagala saber quería, negrilla, 4V, 1611

- A de arriba, 8V, 1612

- A del suelo, 4V, 1612

- A negrito de cucurumbe, negro y biscayno, 5V, 1612

- A quien apedrear qreis, 4V, 1612

- Allegaos al almoneda, 5V, 1612

- Alma cómo puede ser q aqueste manjar, 4V, 1612

- Almas a la vida apriesa, 3V, 1612

- Ángeles quien como se nombra, 4V, 1612

- Bem a ja aquesta padeira, portugués, 5V, 1612

- Bras si llora Dios, 4V, 1612 (ed. M. Querol)

- Busca la oueja, 4V, 1612

- Campanitas de Belén tocad al alua, 6V, 1612 (ed. M. Querol)

- Cómo puede ser del cielo, 4V, 1612

- Cómo sabré deste pan, 4V, 1612

- De amor Geronimo sancto, 4V, 1612

- De una birgen hermosa zelos tiene el sol, 4V, 1612 (ed. M. Querol)

- El niño que tiembla agora, 4V, 1612 (ed. M. Querol)

- El q deste pan comiere, 4V, 1612

- Esta bes cogido os an, 4V, 1612

- Ha de la posta del suelo, 6V, 1612

- Niño si aun siendo tan niño, 3V, 1612

- No corras Gil tan ufano, 4V, 1612 (ed. M. Querol)

- Norabuena vengáis al mundo, 4V, 1612 (ed. M. Querol)

- Para pan me dad madre, 4V, 1612

- Pedro el cielo e menester, 5V, 1612

- Por aquí que mi niño se esconde, 5V, 1612

- Pues el gusto oy abra vida, 4V, 1612

- Que mucho fénix salgáis, 4V, 1612

- Quien hecha a este pan el agua, 4V, 1612

- Quién llama quien está ay, 6V, 1612 (ed. M. Querol)

- Si Adán por su poca fe, 6V, 1612

- Si de esas prisas q veis, 4V, 1612

- Si el pan y el vino son dos, 5V, 1612

- Si jugáis al esconder, 5V, 1612

- Si no me engaño Bras, 5V, 1612

- Sin mi favor no hay aquí, 4V, 1612

- Sobraua xpo a sentarnos a bra mesa a cenar, 4V, 1612

- Soñé que soñaua y soñé de verdad, 4V, 1612

- Tanto os quiso regalar, 5V, 1612

- Zagalejo de perlas hijo del alma, 4V, 1612 (ed. M. Querol)

- Alma el combite ha de ser, 4V, 1613

- As mininas de meus olhos pidem pao, 4V, 1613

- Deue de aue poco pan en esta casa, 4V, 1613

- Dios a los hombres combida, 3V, 1613

- Emprestayme as bosas botiñas, 5V, 1613

- En dos simples accidentes, 5V, 1613

- En el combite real, 6V, 1613

- Guarde os Dios virgen graciosa, 3V, 1613

- Mirad el amo que tengo, 4V, 1613

- Morenica morena mia, 3V, 1613

- Negro salica veni a ver ciquito, negrito, 4V, 1613

- Norabuena sea que tenga el villano, 5V, 1613

- Oy el yelo nace en Belén, 4V, 1613 (ed. M. Querol)

- Pan de cielo tienes Juancho, biscayno, 4V, 1613

- Partis os y nos os partis, 4V, 1613

- Passo pensamiento el caso, 5V, 1613

- Pide al cielo la tierra, 4V, 1613 (ed. M. Querol)

- Pues a fe que si me las tira, 4V, 1613 (ed. M. Querol)

- Pusi plimo de mi corazón, 5V, 1613

- Rico anillo gran memoria, 5V, 1613

- Tanto llanto y tanta pena, 5V, 1613

- Tenga yo salud, 5V, 1613 (ed. M. Querol)

- Toca el tamboril Andrés, 6V, 1613 (ed. M. Querol)

- A puerta del corazón, 5V, 1614

- Alma dormida despierta, 4V, 1614

- Bras dis ques mayor quel suelo, 5V, 1614

- Cante do re mi fa sol, 4V, 1614

- Cenemos q’es nochebuena, 5V, 1614

- Cómo o porqué se a dado al esclauo su señor, 4V, 1614

- Despertad diuino Juo, 4V,  1614

- Después o mundo que Dios, 4V, 1614

- Esta mañanica con tal alborada, 4V, 1614

- Hombre enfermo y sin aliento, 4V, 1614

- La sol fa mi re si el pan se me acaba, 4V, 1614

- Llora Dios y llora Joseph también, 6V, 1614

- Mano fasiquiyo, negrita, 5V, 1514

- Mirad dónde, 4V, 1614

- Miróse el sacro Absalón, 3V, 1614

- Noche tan alegre no la he visto yo, 4V, 1614

- Oy del cielo un mensajero, 4V, 1614

- Oy en la parrochia dan pan por Dios, 4V, 1614

- Oy la música del cielo, 3V, 1614

- Oy que nace el pastor nuevo, 4V, 1614

- Para Vira mía ya negro san rico, negro, 4V, 1614

- Pois con tanta graça bela, Portuguesa, 6V, 1614 (ed. R. Stevenson, LACM)

- Que jusgas tu Juo pastor, 4V, 1614

- Qué me dezís alma vos, 4V, 1614

- Que vais o reyes buscando, 6V, 1614

- Quien de aquesta bianda, 4V, 1614

- Sin duda señor q amáis pues lloráis, 4V, 1614

- Tururu farara con son, guineo, 4V, 1614 (ed. R. Stevenson, LACM)

- Un relox a victo Andrés, 4V, 1614 (ed. M. Querol)

- Verbo en carne soberano, 4V, 1614

- Virgen a parir te atrebes, 4V, 1614

- Virgen sois muy bienvenida al aldea, 4V, 1614

- Xicochi xicochi conetzintle, indio, 5V, 1614

- Xicochi xicochi, indio, 4V, 1614 (ed. R. Stevenson, LACM)

- Yo callaré y callad vos, 4V, 1614

- Albricias albricias ya del rescate, 4V, 1615

- Antón quiérote abisar, 4V, 1615

- Botay fora do portal, portugués, 6V, 1615 (ed. R. Stevenson, LACM)

- Buela pensamiento pues vas bolando, 4V, 1615

- Corramos Gil tras de aquel, 5V, 1615

- Del rey priuado vaçallo, 4V, 1615

- Destas ovejas de acá, 5V, 1615

- Dexad al niño viuir, 4V, 1615

- En muy sangriento estrago, 5V, 1615

- En tres de axedrez vna negra, 3V,1615

- Eso rigor e repente, guineo, 5V, 1615 (ed. R. Stevenson, LACM)

- Grano de mostaza es Dios, 4V, 1615

- Güesped güesped tienes mesón, bizcayno, 5V, 1615

- Mana fasiquiyo, andamo curramo, guineo, 5V, 1615

- Morenita parese la niña, 3V, 1615

- No es gracioso el donaire que tiene el cura, 5V, 1615

- No lloréis en naciendo, 4V, 1615

- Nuevas de gracia infinita, 5V, 1615

- O que gozo tan profundo, 4V, 1615

- Qual es la comida, 5V, 1615

- Quando mis ojuelos, 5V, 1615

- Quienes la yglesia romana, 5V, 1615

- Repica Siluano, 4V, 1615

- Sabes, Brascomo entre el heno, 6V, 1615

- Sancho es Dios q oy viene, biscayno, 4V, 1615

- Se cuchamo magri Antona, negro, 4V, 1615

- Si a Belén Carillo bas, 4V, 1615

- Si es q aderezarme os prouoco, 5V, 1615

- Tan enamorado está el rey, 4V, 1615

- Todos a la iglesia van, 6V, 1615

- Yo soy Joannes de moro, 3V, 1615

- A cinco canta alegre, 5V, 1616

- A dónde señor os váis, 5V, 1616

- Algún bocado de pan, 6V, 1616

- Antón quien os dixo a vos, 6V, 1616

- Aunque por estraños modos, 4V, 1616

- Ay meus Deus ay bom Jesus, portugués, 6V, 1616

- Bras a la mesa del rey, 3V, 1616

- Dezidme Gil creéis vos, 5V, 1616

- Dispierta hermano Vicente, 5V, 1616

- Esta noche me cabe la vela, 6V, 1616

- Hombre no estés descuidado, 8V, 1616

- La alabanças diudinas, 4V, 1616

- Música nueva en mis orejas suena, 5V, 1616

- Oy a la reina en su dia, 5V, 1616

- Quien compra el pan, 3V, 1616

- Señor si el alma os agrada, 5V, 1616

- Tantarantán a la guerra van, guinea, 6V, 1616 (ed. R. Stevenson, LACM)

Otras
- A 4, 4V, 1609

- A Dios las gracias a 4, 4V, 1609

- A 5 de Gaspar fz sobre de guerrero a 4, 5V, 1610

- A una professión, 4V, 1610

- De Sant Pº a 4, 4V, 1610

- A Sant Pº a 4, 4V, 1610

- Si de amor la viba fragua, 5V, 1610

- (Pieza sin título), 4V, 1611

- (Pieza sin título), 2V, 1612

- Principio de la pandorga a 3, 3V, 1615

- Responsión, 6V, 1615

- Responsiones del verso después del himno, 4V, GU: Gc.